# Myriam Vanlerberghe
Myriam Lieve Vanlerberghe (Izegem, 22 november 1961) is een voormalig Belgische politica voor de sp.a.

## Levensloop
Vanlerberghe studeerde af als regentes Nederlands, Engels en zedenleer aan de Rijksnormaalschool van Torhout.
Vanlerberghe werd politiek actief voor de SP en daarna de sp.a. Van 1984 tot 1995 werkte ze als federaal secretaris van de SP-federatie van het  arrondissement Roeselare-Tielt. Van 1995 tot 1999 zetelde ze voor de kieskring Kortrijk-Roeselare-Tielt in de Kamer van volksvertegenwoordigers, waar ze secretaris was, evenals voorzitter van de commissie Volksgezondheid, Leefmilieu en Maatschappelijke Integratie en ondervoorzitter van het Adviescomité voor Maatschappelijke Integratie.
Vervolgens zetelde ze van 1999 tot 2010 als rechtstreeks gekozen senator in de Senaat, waar ze van 1999 tot 2009 voorzitter van achtereenvolgens de SP-fractie (1999-2001), de sp.a-fractie (2001-2003, 2008-2009), de sp.a-spirit-fractie (2003-2008) en de sp.a-Vl.Pro-fractie (2008) was. Nadien was ze van 2009 tot 2010 quaestor van de Senaat. Als senator speelde Vanlerberghe een initiërende rol in de wetgeving aangaande palliatieve zorg, zowel voor volwassenen als voor kinderen, en aangaande euthanasie. Ook was ze vanaf 1999 lid van de Belgische afvaardiging naar de Noord-Atlantische Vergadering. Als senator was Vanlerberghe lid van de commissies Sociale Aangelegenheden, Justitie en Institutionele Aangelegenheden.
In 2010 werd ze opnieuw lid van de Kamer van volksvertegenwoordigers en bleef dit tot eind 2012, toen ze haar ambt als volksvertegenwoordiger voortijdig afbrak en opgevolgd werd door Rosaline Mouton. Eind 2012 werd ze namelijk provincieraadslid van West-Vlaanderen, alsook gedeputeerde van de provincie, met de bevoegdheden Cultuur en Welzijn. Ze bleef beide mandaten uitoefenen tot eind 2018. Daarnaast was ze van 2001 tot medio januari 2009 tevens gemeenteraadslid van Izegem.

## Bekende familie
Haar broer, Marc Vanlerberghe, is eveneens sp.a-politicus; hij werd in januari 2009 OCMW-voorzitter in Izegem en was daarmee voor Myriam reden om als gemeenteraadslid af te treden. Haar vader, Robert Vanlerberghe, was eveneens politicus en was onder meer burgemeester van Izegem.

## Ereteken
Vanlerberghe is officier in de Leopoldsorde.